# Małgorzata Sikorska-Miszczuk
Małgorzata Sikorska-Miszczuk (ur. 10 czerwca 1964 w Warszawie) – polska librecistka, współczesna dramatopisarka i dramaturg, a także scenarzystka, autorka słuchowisk i sztuk dla dzieci.

## Życiorys
Ukończyła Wydział Dziennikarstwa i Nauk Politycznych oraz Gender Studies na Uniwersytecie Warszawskim. Jest także absolwentką Studium Scenariuszowego Państwowej Wyższej Szkoły Filmowej, Teatralnej i Telewizyjnej w Łodzi.
Jako dramatopisarka debiutowała w 2006 roku dramatem Śmierć Człowieka-Wiewiórki w reż. Marcina Libera. Spektakle na podstawie jej tekstów wystawiane były w Polsce i za granicą. Teksty autorki reżyserowali m.in. Jan Klata, Marcin Liber, Paweł Łysak, Michał Zadara, Borys Lankosz, Andrzej Chyra, Piotr Kruszczyński, Iwona Siekierzyńska, Natalia Korczakowska, Wawrzyniec Kostrzewski, Anna Trojanowska, Tomasz Man, Maria Spiss, Dorota Ignatjew, Paul Bargetto, Ewa Ignaczak i Martyna Majewska. Jej sztuki zostały przetłumaczone na język angielski, niemiecki, francuski, hiszpański, szwedzki, serbski, słoweński, chorwacki, czeski, słowacki, rosyjski, rumuński, ukraiński i turecki. Jej sztuki publikowano w miesięczniku teatralnym „Dialog”, a także w polskich i zagranicznych antologiach. W 2019 roku nakładem wydawnictwa Księgarnia Akademicka została wydana antologia jej dramatów pt. Siedem nieprzyjemnych sztuk teatralnych, w tym trzy o Żydach.
Otrzymała liczne nagrody, w tym Gdyńską Nagrodę Dramaturgiczną (Popiełuszko, 2012), Nagrodę Grand Prix i Nagrodę Dziennikarzy na Festiwalu Teatroteka Fest (Walizka, 2017), a także Maskę Malty na Festivalu Malta w 2021 za operę Czarodziejska góra. Stypendystka Ministerstwa Kultury i Dziedzictwa Narodowego, Fundacji CEC Artslink (USA, 2009), Instytutu im. Adama Mickiewicza (2010), Fundacji Stiftung Genshagen oraz Instytutu Kultury Willa Decjusza (2022).
Od czerwca 2022 roku zasiada w Zarządzie Stowarzyszenia Autorów ZAiKS. Zasiadała w jury konkursów dramatopisarskich, m.in. Ogólnopolskiego Konkursu na Wystawienie Polskiej Sztuki Współczesnej, Konkursu „Klasyka Żywa” i Konkursu im. Szymona Szurmieja na Dramat Współczesny o Tematyce Żydowskiej. Od 2022 roku jest przewodniczącą Kapituły Konkursu o Nagrodę Dramaturgiczną im. Tadeusza Różewicza Teatru Miejskiego w Gliwicach.
Prowadziła warsztaty dramatopisarskie na Uniwersytecie Jagiellońskim w Krakowie (2010), a także zajęcia w ramach Laboratorium „Projektowanie Kultury” w Szkole Wyższej Psychologii Społecznej w Warszawie oraz w Państwowej Wyższej Szkole Teatralnej w Krakowie (2016). W Teatrze Powszechnym w Warszawie wspólnie z Arturem Pałygą prowadziła Pracownię Podejrzanych Praktyk Teatralnych (2014 – 2015), a w Teatrze Starym w Krakowie współprowadziła warsztaty dramatopisarskie dla kobiet „Nasz głos” (2019). Zrealizowała także liczne Master Class za granicą, m.in. w Rumunii, Ukrainie i USA. Od 2023 roku prowadzi Warsztat Pisania Dramatu w Instytucie Badań Literackich PAN. W latach 2020–2021 była kierowniczką literacką w Studiu Munka Stowarzyszenia Filmowców Polskich.
Ma dwóch synów. Mieszka w Warszawie.

## Twórczość

### Utwory dramatyczne
- Klatka dla jednej kobiety/Psychoterapia dla psów i kobiet, 2004
- Śmierć Człowieka-Wiewiórki, 2006
- Szajba, 2007
- Katarzyna Medycejska, 2007
- Burmistrz, 2008
- Człowiek z Polski w czekoladzie, 2009
- Fantastyczna podróż operatora Śliwińskiego do byłego pegeeru w Gazie, 2009
- Walizka, 2009
- Madonna, 2009
- Popiełuszko. Czarna msza, 2009
- Koniec świata, 2010
- Mesjasz. Bruno Schulz, 2010
- Żelazna kurtyna, 2011
- Zaginiona Czechosłowacja, 2011
- III Furie, 2011 (współautorstwo z Magda Fertacz, na podstawie powieści Sylwii Chutnik „Dzidzia” oraz „Egzekutor” Stefana Dąmbskiego)
- Takaja, 2013
- Europa, 2013 (sztuka wielojęzyczna, współautorstwo Lutz Hübner, Tena Štivičić i Steve Waters)
- Kraj, którego obywatelom uciekły serca, zostawiając listy, 2013
- Kobro, 2014
- Album Karla Hoeckera, 2015
- California, 2016
- Kuroń. Pasja według św. Jacka, 2017
- Popiół i diament. Zagadka nieśmiertelności (inspirowana filmem Popiół i diament Andrzeja Wajdy i powieścią Jerzego Andrzejewskiego), 2018
- Top Ten Dreams, 2020
- Pisarz, 2021
- Alicja w Krainie Snów, 2022 (współautorstwo z Wawrzyńcem Kostrzewskim)
- Brylant, 2022
- Dziennik szału i chciwości, 2022
- Oczy tej małej (spektakl dyplomowy studentów Wydziału Aktorskiego Szkoły Filmowej w Łodzi), 2023 (współautorstwo z Wawrzyńcem Kostrzewskim)[31]

### Utwory dramatyczne dla dzieci
- Nigdy nie budź czarownicy, 2004
- Niezwykła podróż Pana Wieszaka, 2011
- Yemaya. Królowa Mórz, 2016
- Motyl, 2019
- Dziadek do orzechów, 2020
- Andersen kosmiczny agent, 2021

### Libretta operowe
- Czarodziejska góra (na motywach powieści Tomasza Manna), 2015
- Yemaya. Królowa Mórz, 2018
- Człowiek z Manufaktury, 2019
- Czarne lustro, 2019
- Dzieciaki 2022. Niesamowita Solaris i Łukasiewicz, 2020
- Noc kruków, 2022

### Inne
- Spowiedź masochisty (przekład sztuki Romana Sikory wspólnie z Elżbietą Zimną, autorstwo piosenek i wybranych fragmentów), 2013

## Realizacje sceniczne

### Opera
- Czarodziejska góra (na motywach powieści T. Manna), muz. Paweł Mykietyn, reż. Andrzej Chyra, scen. Mirosław Bałka, Malta Festival, Poznań 2015[32][33][34][35][36][37]
- Człowiek z Manufaktury, muz. Rafał Janiak, reż. Waldemar Zawodziński, Teatr Wielki, Łódź 2019[38][39][40][41][42]
- Yemaya. Królowa Mórz, muz. Zygmunt Krauze, reż. Hanna Marasz, Opera Wrocławska, Wrocław 2019[43][44][45]
- Czarne lustro, muz. Wojciech Stępień, Akademia Muzyczna im. Karola Szymanowskiego w Katowicach, Katowice 2019[46][47][48]
- Dzieciaki 2022. Niesamowita Solaris i Łukasiewicz, muz. Miłosz Bembinow, Sala Koncertowa im. Piotra Skrzyneckiego w Miejskiej Szkole Artystycznej im. K.R. Domagały w Mińsku Mazowieckim, premiera online 2020[49][50][51]
- Noc kruków, muz. Zygmunt Krauze, reż. Waldemar Raźniak, Polska Opera Królewska – Teatr Królewski, Warszawa 2022[52][53][54]

### Teatr (najważniejsze realizacje)
- Śmierć Człowieka-Wiewiórki, reż. Marcin Liber, Studio Melon, Warszawa 2006[55][56][57][58]
- Śmierć Człowieka-Wiewiórki, reż. Natalia Korczakowska, Teatr im. Cypriana Kamila Norwida, Jelenia Góra 2007[59][60][61]
- Szajba, reż. Anna Trojanowska, Laboratorium Dramatu, Warszawa 2007[62][63]
- Katarzyna Medycejska, na podst. sztuki powstał spektakl Bóg/Honor/Ojczyzna, reż. Marcin Liber (pokazany w ramach Festiwalu „Miasto” Teatru w Legnicy), Legnica 2007[64][65]
- Szajba, reż. Jan Klata, Teatr Polski, Wrocław 2009[66]
- Popiełuszko. Czarna msza, reż. Paweł Łysak, Teatr Polski im. Hieronima Konieczki, Bydgoszcz 2009[67][68][69][70][62]
- Walizka, reż. Piotr Kruszczyński, Teatr Polski, Poznań 2009[71][62]
- Bruno Schulz: Mesjasz, reż. Michał Zadara, Teatr Schauspielhaus Wien, Wiedeń 2010[72][73][74]
- Walizka, reż. Dorota Ignatjew, Teatr Żydowski im. Estery Rachel i Idy Kamińskich, Warszawa 2011[75][76][77]
- Zaginiona Czechosłowacja, reż. Maria Spiss, Teatr im. Stefana Jaracza, Olsztyn 2011[78][79][80][81]
- III Furie, reż. Marcin Liber, Teatr im. Heleny Modrzejewskiej, Legnica 2011[82][83][84][85][86]
- Takaja (monodram w wyk. Anny Skubik), reż. Edward Kalisz, Mariusz Wójtowicz, Wrocławski Teatr Lalek, Wrocław 2013[87][88][89][90]
- Europa (sztuka wielojęzyczna, współautorstwo) spektakl zrealizowany w ramach projektu „Cztery miasta, cztery historie”, we współpracy Staatsschauspiel Dresden, Zagrebačko kazalište mladih, Birmingham Repertory Theatre oraz Teatr Polski w Bydgoszczy i we wszystkich tych teatrach wystawiany, 2013
- Kobro, reż. Iwona Siekierzyńska, Teatr Nowy, Łódź 2014[91][92][93][94]
- Album Karla Hoeckera, reż. Paul Bargetto, Teatr Trans-Atlantyk (w sali Instytutu Teatralnego), Warszawa 2015[95][96] (a także m.in. Londynie, Niemczech, Wielkiej Brytanii, Belgii i Chinach[97])
- Kuroń. Pasja według św. Jacka, reż. Paweł Łysak, Teatr Powszechny, Warszawa 2017[98][99][100][101][102]
- La muerte del hombre ardilla, reż Abraham Vallejo, Meksyk 2017
- Burmistrz, reż. Ewa Ignaczak, Teatr Gdynia Główna, Gdynia 2017[103][104][105][106]
- Szajba, reż. Marcin Liber, Teatr im. Aleksandra Fredry, Gniezno 2018[66]
- Popiół i diament. Zagadka nieśmiertelności, reż. Marcin Liber, Teatr im. Heleny Modrzejewskiej w Legnicy, Legnica 2018[107][108][109]
- Top Ten Dreams, Burgtheater, Wiedeń 2020[110][111]
- Alicja w Krainie Snów (współautorstwo Wawrzyniec Kostrzewski), reż. Wawrzyniec Kostrzewski, Teatr Ateneum, Warszawa 2022[112][113][114][115][116]

### Teatr dla dzieci (najważniejsze realizacje)
- Niezwykła podróż Pana Wieszaka, reż. Iwo Vedral, Studio Lutosławskiego 2009
- Niezwykła podróż Pana Wieszaka, reż. Anna Sokołowska i Sławomir Rokita, muz. Marcin Błażewicz, Filharmonia im. Karola Szymanowskiego, Kraków 2011[117]

- Yemaya. Królowa Mórz, reż. Martyna Majewska, Wrocławski Teatr Lalek, Wrocław 2016[118][119][44][120][121][122]
- Motyl, reż. Marcin Liber, Wrocławski Teatr Lalek, Wrocław 2019[123][124][125][126]
- Dziadek do orzechów, reż. Ewa Piotrowska, Teatr Baj, Warszawa 2020[127][128]
- Andersen kosmiczny agent, reż. Ewa Piotrowska, Białostocki Teatr Lalek, Białystok 2021[129][130][131]

### Teatr dla dzieci – adaptacje
- Kamienica (współpraca z autorką adaptowanej powieści, Roksaną Jędrzejewską-Wróbel), reż. Ewa Piotrowska, Teatr Miniatura, Gdańsk 2013[132][133][134][135][136]

- Młynek do kawy (na podstawie powieści K. I. Gałczyńskiego), reż. Ewa Piotrowska, Vilnius Puppet Theatre „Lėlė”, Wilno 2021[137][138]

## Dramaturgia

### Opera
- Gracze (Dymitr Szostakowicz), reż. Andrzej Chyra, Opera Bałtycka, Gdańsk 2013[139][140][141]
- Umarłe miasto (Erich Wolfgang Korngold), reż. Mariusz Treliński, Teatr Wielki – Opera Narodowa, Warszawa 2017[142][143]
- Ognisty anioł (Siergiej Prokofiew), reż. Mariusz Treliński, Teatr Wielki – Opera Narodowa, Warszawa 2018[144][145]
- Carmen (Georges Bizet), reż. Andrzej Chyra, Teatr Wielki – Opera Narodowa, Warszawa 2018[146][147][148]

### Teatr
- ID, reż. Marcin Liber, Teatr Łaźnia Nowa, Kraków/ Teatr Współczesny, Szczecin 2008[149][150]
- Herbert – rekonstrukcja poety, reż. Marcin Liber, widowisko multimedialne, Plac Krasińskich, Warszawa 2008[151]
- Oratorium – piekło nasze, muz. Aleksandra Gryka, reż. Marcin Liber, Pałacyk Cukrowników, Warszawa 2010[152][153][154]
- III Furie, reż. Marcin Liber, Teatr im. Heleny Modrzejewskiej, Legnica 2011[155][156][157]
- Makbet, reż. Marcin Liber, Teatr Współczesny, Szczecin 2011[158][159][160]

## Radio

### Słuchowiska radiowe
- Śmierć Człowieka-Wiewiórki, reż. Jan Klata, Teatr Radia TOK FM, 2008[161][162]
- Walizka, reż. Julia Wernio, Teatr Polskiego Radia, 2008[163][164][165]
- Ko–cham, reż. Julia Wernio, Teatr Polskiego Radia, 2009[166]

- Niezwykła podróż Pana Wieszaka (musical dla dzieci) reż. Iwo Vedral, Studio Koncertowe Polskiego Radia im. W. Lutosławskiego 2009; nast. wyst.: reż.: Anna Sokołowska i Sławomir Rokita, muz. Marcin Błażewicz, Sala Koncertowa Radia Kraków, 2011[117]
- Burmistrz, reż. Michał Kotański, Teatr Polskiego Radia, 2011[167]
- Szeherezada (przekład czeski Šeherezáda, J. Vondráček) dramaturgia: R. Venclová, reż. M. Schlegelová, Czeskie Radio, 2014
- Twój liść nazywa się Europa, ale to za mało, żeby żyć, reż. Artur Tyszkiewicz, Teatr Polskiego Radia, 2014[168][169][170][171]
- Implozja, reż. Paweł Łysak, Polskie Radio, 2015 (słuchowisko przygotowane we współpracy z Teatrem Powszechnym w ramach festiwalu Otwarta Ząbkowska w Warszawie, zostało zaprezentowane na ulicy Ząbkowskiej i transmitowane na antenie radiowej)[172][173][174][175]
- Mesjasz. Bruno Schulz, reż. Tomasz Man, Program III Polskiego Radia, 2022[176]
- Mesjasz. Bruno Schulz, reż. Jerzy Machowski, Teatr Papahema, Polskie Radio Białystok, 2022[177]

## Telewizja i film

### Scenariusze telewizyjne i filmowe
- Ulica Sezamkowa, serial telewizyjny – polska wersja Sesame Street (50 scenariuszy)
- Tytus, Romek i A’Tomek wśród złodziei marzeń, pełnometrażowy film animowany, reż. Leszek Gałysz, 2002 (scenariusz, dialogi)[178][179]
- Niania, serial fabularny, reż. Jerzy Bogajewicz, 2005 – 2009 (scenariusze – adaptacja, dialogi)[180]
- Usta Usta, serial fabularny, reż. Bartłomiej Ignaciuk, Maciej Kowalczuk, Michał Gazda, Łukasz Jaworski, 2010 – 2011 (scenariusze – adaptacja, dialogi)[181]
- Kobro/Strzemiński. Opowieść fantastyczna, film fabularny – krótkometrażowy, reż. Borys Lankosz, 2018 (scenariusz)[182]
- U Pana Boga w Królowym Moście, film fabularny (2023; współautorstwo z Jackiem Bromskim)[183]
- U Pana Boga w Królowym Moście, serial fabularny (2022 – w produkcji; współautorstwo z Jackiem Bromskim)[184]

### Spektakle telewizyjne
- ID, reż. Marcin Liber, 2010 (scenariusz, słowa piosenek)[185]
- III Furie, reż. Marcin Liber, 2012 (scenariusz – współautorstwo, opieka dramaturgiczna)[186]
- Walizka, reż. Wawrzyniec Kostrzewski, Teatroteka, 2013 (ekranizacja sztuki autorki pt. Walizka)[187][188][189]

- Motyl, reż. Michał Grzybowski, Teatroteka, 2020 (ekranizacja sztuki autorki pt. „Motyl”)[190][191]
- Yemaya. Królowa Mórz, reż. Hanna Marasz, 2020 (na podstawie libretta autorki pt. Yemaya. Królowa Mórz)[192]

### Konsultacje scenariuszowe
- Chleb i sól, reż. Damian Kocur, 2022 (film fabularny)[193]
- Victoria, reż. Karolina Porcari, 2022 (film fabularny – krótkometrażowy)[194]
- Chcesz pokoju, szykuj się do wojny, reż. Agnieszka Elbanowska, 2023 (film fabularny)[195]
- Śmierć frajera, reż. Krzysztof Grudziński, 2024 (film fabularny – krótkometrażowy)[196]

## Książki i publikacje
- Wiórek i tajemnica trzech kapeluszy, wyd. Wola Park Sp. z o.o., Warszawa 2005 (lit. dziecięca)

- Śmierć Człowieka-Wiewiórki w: „Dialog” 2007 nr 5 s. 18–40 (skrócony); „Czerwona dekada. Dramat współczesny”, wyd. Panga Pank, Kraków 2011 s. 127–167 (pełny tekst); „New Europe – Plays From the Continent”, New York 2010 (antologia sztuk europejskich)
- Katarzyna Medycejska w: „Dialog” 2008 nr 3 s. 42–69
- Walizka w: „Dialog” 2008 nr 9 s. 5–21; przedr. w: „Dialog. Najlepsze z Najlepszych. Dramatopisarki dekady”, Warszawa 2012 s. 60–76
- Fantastyczna podróż operatora Śliwińskiego do byłego pegeeru w Gazie, w: „Dialog” 2009 nr 5 s. 92–94
- Zaginiona Czechosłowacja, w: „Dialog” 2009 nr 10 s. 16–34
- Żelazna kurtyna w: „Opowiadanie historii. Dramat współczesny”, wyd. Panga Pank, Kraków 2009 s. 53–97
- Burmistrz w: „Notatnik Teatralny” 2009 nr 56–57 s. 292–320; „Wolna Wola. Dramaty Teatru na Woli”, M. Sikorska-Miszczuk, P. Grabowski, M. Walczak, wyd. Teatr na Woli, Warszawa 2009 s. 29–79; (Cz. 2) „Dialog” 2011 nr 12 s. 182–195
- Mesjasz: Bruno Schulz w: „Dialog” 2011 nr 7–8 s. 16–48
- Popiełuszko w: „Dialog” 2012 nr 6 s. 5–31;
- Popiełuszko w: „Trans/formacja. Dramat polski po 1989 roku. Antologia pod redakcją Jacka Kopcińskiego”, wyd. Instytut Badań Literackich PAN, Warszawa 2013, s. 717–779
- Europa, L. Hübner, M. Sikorska-Miszczuk, T. Štivičić, S. Waters [red.:] Caroline Jester, Bloomsbury Publishing, London New York 2013 (wyd. zawiera skrypt dialogu w jęz. niemieckim, chorwackim, polskim i angielskim oraz angielski przekład całości)
- Spowiedź masochisty (przekład sztuki Romana Sikory wspólnie z Elżbietą Zimną, autorstwo piosenek i wybranych fragmentów) w: „Dialog” 2013 nr 7–8, s. 116–155[197]
- Kobro w: „Dialog” 2014 nr 11 s. 49–93
- III Furie w: „Transfer! Teksty dla teatru. Antologia pod redakcją Joanny Krakowskiej”, Wydawnictwo Krytyki Politycznej, Warszawa 2015, s. 65–107
- Kuroń. Pasja według Świętego Jacka w: „Dialog” 2016 nr 11 s. 5–39
- Siedem nieprzyjemnych sztuk teatralnych, w tym trzy o Żydach (seria: Nasze dramaty), Małgorzata Sikorska-Miszczuk, wyd. Księgarnia Akademicka, Warszawa 2019[198][199]
- Motyl w: „Dialog” 2019 nr 7–8
- Pisarz w: „Dialog” 2021 nr 4 s. 43–69
- Brylant, publikacja na stronie www Instytutu Teatralnego: https://www.instytut-teatralny.pl/2022/10/10/dramatopisanie-cz-ii-sztuki-malgorzaty-sikorskiej-miszczuk-i-artura-palygi-czekaja-na-zgloszenia-teatrow/ 2022[200]

### Najważniejsze przekłady
- ang.: New Europe. Plays from the continent. [oprac.:] B. Marranca, M. Semil, New York 2009
- franc.: Walizka Pantofelnika / La valise de Pantofelnik. Nouvelles Scènes Polonais [przeł.:] Kinga Joucaviel, Presses Universitaires Du Midi 2009

- czes.: Čtyři polské hry, [przeł.:] Barbora Gregorová, Jiří Vondráček, Lukáš Jiřička, Na konári, Praha 2010 (Smrt Člověka-Veverky/Śmierć Człowieka-Wiewiórki 2006)
- rum.: Psihoterapolitica. Antologie de teatru polonez contemporan, București 2011
- rum.: Festivalul Internațional de Teatru de la Sibiu. Antologia anului 2013, [red.:] Ioana Malau, Nemira, Romania 2013
- ukr.: w: Spovìd’ pìslâ zlamu. Antologìâ sučasnoï pol’s’koï dramaturgìï. [przeł.:] O. Bojčenko, A. Bondar, O. Ìrvanec’, Kiïv 2013
- ang.: (A)pollonia. Twenty-first-century Polish drama and texts for the stage, [red.:] Krystyna Duniec, Joanna Klass and Joanna Krakowska, Seagull Books, London New York Calcuta 2014
- niem.: „…anfangen zu erzählen”. Neues Polnisches Theater. Eine Auswahl, [przeł.:] Andreas Volk, Liliana Niesielska, Polnisches Institut Wien 2015 (Der Koffer/Walizka 2008)
- bułg.: w: Naslednici (Antologiâ na nova polska dramaturgiâ), Sofia 2015
- słoweń.: Kovček [przeł.] D. Dominkuš, w: Sodobna poljska drama, Maribor 2015 (Kovček/ Walizka)
- ros.: Antologiâ sovremennoj pol’skoj dramaturgii 2. Antologia współczesnego dramatu polskiego, Moskva 2015
- ang.: Loose Screws. Nine New Plays from Poland, [red.:] Dominika Laster, Seagull Books, London New York Calcuta 2015 (The Death of the Squirrel-Man /Śmierć Człowieka-Wiewiórki 2000)
- niem.: Personen. Neue Theaterstücke aus Polen [red.:] J. Krakowska, A. Volk in Zusammenarbeit mit dem Polnischen Institut Düsseldorf, Berlin 2016
- węgier.: Polkák. Uj lengyel drámák [red., tłum. i posł.:] P. Pászt. [wstęp:] I. Lőkös, Pozsony, Dunaszerdahely 2017
- franc.: Człowiek z Manufaktury / L’Homme de Manufacture. Nouvelles Scènes Polonais [przeł.:] Kinga Joucaviel, Presses Universitaires Du Midi 2019
- ang.: „The Suitcase” PAJ – A Journal of Performance and Art, Vol. 33, No. 1 (January 2011), [przeł.:] Artur Zapałowski, MIT Presspp, s. 93–117

## Nagrody i nominacje
- 2002 – III nagroda w Ogólnopolskim Konkursie Literackim im. Cz. Janczarskiego za opowiadanie Przyjaciel wieszaka
- 2002 – Poznańskie Srebrne Koziołki za pełnometrażowy film animowany Tytus, Romek i A’Tomek wśród złodziei marzeń[201][178]
- 2006 – Wyróżnienie podczas Konkursu „ulrike” TR Warszawa za tekst sztuki Śmierć Człowieka-Wiewiórki[202]
- 2007 – Wyróżnienie w ramach XIII Ogólnopolskiego Konkursu na Wystawienie Polskiej Sztuki Współczesnej MKiD za Śmierć Człowieka-Wiewiórki[14]
- 2008 – Nagroda Główna i Nagroda Publiczności w ogólnopolskim konkursie dramaturgicznym „Metafory Rzeczywistości”, organizowanym przez Teatr Polski w Poznaniu za sztukę Walizka[203]
- 2009 – Nagroda Grand Prix na IX Festiwalu Teatru Polskiego Radia i Teatru Telewizji Polskiej „Dwa Teatry” w Sopocie za słuchowisko radiowe Walizka (reż. Julia Wernio)[204]
- 2009 – Nagroda Główna w kategorii „tekst sztuki teatralnej” na XV Ogólnopolskim Konkursie na Wystawienie Polskiej Sztuki Współczesnej za sztukę Walizka[205]
- 2009 – I nagroda w Konkursie Teatru im. J. Szaniawskiego w Wałbrzychu na dramat inspirowany „Zemstą” Aleksandra Fredry za sztukę Madonna[206]
- 2009 – II Nagroda oraz Nagroda Dziennikarzy na Festiwalu R@aport w Gdyni za sztukę Szajba[207]
- 2010 – Nominacja do finału Konkursu Dramaturgicznego R@port w Gdyni za sztukę Burmistrz[208]
- 2011 – Finalistka Międzynarodowego Konkursu Dramaturgicznego Stueckemarkt w Berlinie (organizowanego w ramach Theatertreffen Berliner Festspiele 2011) za sztukę Burmistrz[209]
- 2012 – Nagroda im. K. Krzanowskiego na XLVII Przeglądzie Teatralnym Małych Form „Kontrapunkt” w Szczecinie dla autorek sztuki III Furie (reż. M. Liber)[210]
- 2012 – Nagroda Prix Bohemia (Czechy) za słuchowisko na podstawie tekstu Walizka[206]
- 2012 – Utwór Mesjasz: Bruno Schulz został uznany przez European Theatre Convention za jedną z najlepszych współczesnych sztuk europejskich[206]
- 2012 – Gdyńska Nagroda Dramaturgiczna za sztukę Popiełuszko. Czarna Msza[9][10]
- 2013 – Nagroda im. Ferdinanda Wańka dedykowana Vaclavowi Havlowi w konkursie na jednoaktówkę (zorganizowanym przez czeskie pismo teatralne „Svet a divadlo”) za sztukę Kraj, którego obywatelom uciekły serca, zostawiając listy[206]
- 2013 – II nagroda w Konkursie Programu II Polskiego Radia i Stowarzyszenia Autorów ZAiKS za słuchowisko Twój liść nazywa się Europa, ale to za mało, żeby żyć[206]
- 2014 – Nadzwyczajna Złota Maska w sezonie 2014/2015 za spektakl Kobro[211]
- 2014 – Nagroda Plaster Kultury w kategorii Spektakl Roku 2014 za spektakl Kobro[212]
- 2015 – Nagroda Grand Prix na XV Festiwalu Teatru Polskiego Radia i Teatru Telewizji Polskiej „Dwa Teatry” w Sopocie za realizację spektaklu Teatru TV Walizka (reż. Wawrzyniec Kostrzewski)
- 2015 – Nagroda za najlepszy tekst dramatyczny na Festiwalu „Dwa Teatry” w Sopocie za sztukę Walizka[213]
- 2015 – Nominacja do finału konkursu radiowego Prix Europa w Berlinie za słuchowisko Twój liść nazywa się Europa, ale to za mało, żeby żyć[206]
- 2016 – Nagroda za najlepszy tekst dramatyczny w Konkursie na Wystawienie Polskiej Sztuki Współczesnej MKiDN za sztukę Burmistrz[214]
- 2017 – Nagroda Grand Prix i Nagroda Dziennikarzy na Festiwalu Teatroteka Fest za sztukę Walizka[11]
- 2017 – Nagroda Prix Godot we Francji (Caen 2017) za sztukę Walizka
- 2019 – Nominacja do Wrocławskiej Nagrody Teatralnej za sztukę Motyl[215]
- 2019 – Nominacja do Nagrody Emocje Radia Wrocław Kultura za sztukę Popiół i diament. Zagadka nieśmiertelności[216].
- 2020 – Nadzwyczajna Złota Maska za operę Człowiek z Manufaktury[217][218]
- 2020 – Nagroda PRCH Awards – Wydarzenie Roku 2020 za operę Człowiek z Manufaktury[219]
- 2020 – III nagroda w konkursie ZAiKS „Pod pretekstem” za sztukę Pisarz[220]
- 2021 – Nominacja do litewskiej nagrody Złote Krzyże Sceny za sztukę Młynek do kawy
- 2021 – Maska Malty na Festivalu Malta za operę Czarodziejska góra[13]
- 2023 – Nagroda Dramaturgiczna „Strefy Kontaktu” Wrocławskiego Teatru Współczesnego i Miasta Wrocław za sztukę Dziennik szału i chciwości[221][222]
- 2023 – Nominacja do Gdyńskiej Nagrody Dramaturgicznej za sztukę Brylant[223]